# Colorado (lớp thiết giáp hạm)
Lớp thiết giáp hạm Colorado là một lớp bốn chiếc thiết giáp hạm thế hệ dreadnought được Hải quân Hoa Kỳ chế tạo sau Chiến tranh Thế giới thứ nhất. Tuy nhiên, chỉ có ba chiếc được hoàn tất: Colorado (BB-45), Maryland (BB-46) và West Virginia (BB-48). Chiếc thứ tư Washington (BB-47) đã hoàn thành được 75% khi nó bị hủy bỏ theo những điều khoản của Hiệp ước Hải quân Washington vào năm 1922. Do đó, lớp Colorado trở thành những thiết giáp hạm cuối cùng được Hải quân Mỹ chế tạo cho đến khi lớp North Carolina đi vào hoạt động vào lúc sắp nổ ra chiến tranh Thế giới thứ hai.
Lớp Colorado là một phần của chương trình "Thiết giáp hạm kiểu Tiêu chuẩn" của Hải quân Mỹ, một nhóm các lớp thiết giáp hạm được thiết kế có tốc độ và vận hành tương đương để đơn giản hóa việc cơ động trong hàng thiết giáp hạm. Những con tàu này là sự lặp lại của lớp Tennessee. Khác biệt chủ yếu là lớp Colorado được trang bị tám khẩu hải pháo 406 mm (16 inch)/45 caliber thay vì mười hai khẩu hải pháo 356 mm (14 inch)/50 caliber trên các lớp trước đó. Việc thay đổi sang kiểu pháo mới có cỡ nòng lớn hơn là nhằm đối phó lại lớp thiết giáp hạm Nhật Bản Nagato, vốn cũng được trang bị tám khẩu pháo 16 inch.
Cả ba chiếc trong lớp đều hoạt động tích cực trong Chiến tranh Thế giới thứ hai. Maryland và West Virginia đều đã hiện diện tại Trân Châu Cảng khi xảy ra cuộc tấn công vào ngày 7 tháng 12 năm 1941; Maryland thoát được mà không bị hư hại, nhưng West Virginia bị đánh chìm tại vùng nước nông trong cảng. Trong cuộc chiến tranh, cả ba chiếc đều đã phục vụ như những tàu hỗ trợ hỏa lực trong các chiến dịch đổ bộ. Maryland và West Virginia đã hiện diện trong cuộc đối đầu cuối cùng giữa những thiết giáp hạm, trận chiến eo biển Surigao trong Trận chiến vịnh Leyte vào tháng 10 năm 1944. Cả ba chiếc trong lớp đều được đưa về lực lượng dự bị sau khi chiến tranh kết thúc, và đều được tháo dỡ vào cuối những năm 1950.

## Thiết kế
Lớp Colorado là một phần của chương trình "Thiết giáp hạm kiểu Tiêu chuẩn" của Hải quân Mỹ, một khái niệm thiết kế để Hải quân có được một hàng thiết giáp hạm gồm những tàu chiến đồng nhất (rất quan trọng, vì nó cho phép vạch kế hoạch cơ động cả hàng tàu chiến thay vì phải tách ra "cánh nhanh" và "cánh chậm") Khái niệm "Tiêu chuẩn" bao gồm hỏa lực tầm xa, tốc độ trung bình 39 km/h (21 knot), bán kính lượn vòng hẹp khoảng 640 m (700 yard) và cải thiện việc kiểm soát hư hỏng. Những lớp thiết giáp hạm "Tiêu chuẩn" khác bao gồm Nevada, Pennsylvania, New Mexico và Tennessee.
Thiết kế của lớp Colorado căn bản được dựa trên lớp Tennessee. Ngoài thay đổi lớn đáng chú ý khi tám khẩu hải pháo 406 mm (16 inch)/45 caliber bố trí trên bốn tháp pháo nòng đôi thay thế cho mười hai khẩu Hải pháo 356 mm (14 inch)/50 caliber bố trí trên bốn tháp pháo ba nòng của các lớp trước đó, không có sự khác biệt lớn đáng kể nào khác giữa hai thiết kế.
Thiết kế lớp Tennessee là kết quả của việc cải tiến lớp Mexico. Đa số các thay đổi được tích hợp vào lớp Tennessee trước khi lườn của chúng được đặt. Tuy nhiên, các kế hoạch bảo vệ dưới nước, sự phòng thủ chính của con tàu chống lại ngư lôi cũng như đạn pháo rơi ngay trước con tàu và tiếp tục di chuyển dưới nước trước khi và đánh trúng con tàu bên dưới mực nước, không thể thực hiện kịp lúc. Vấn đề là nhờ kết quả của một loạt thử nghiệm các thùng chắn được chế tạo (thực ra là các ngăn lườn tàu được đề nghị chế tạo) và thử nghiệm với cả vỏ giáp bên ngoài và bên trong; việc thử nghiệm đã chứng minh rằng một loạt các ngăn kín nước luân phiên đổ đầy dung dịch rồi chừa trống là một giải pháp phòng thủ rất hiệu quả chống lại ngư lôi; không may thay lại chưa hoàn tất. Để tiến hành chế tạo các con tàu càng nhanh càng tốt, bản chào thầu gửi đến các hãng đóng tàu đều lưu ý rằng: nếu họ được chọn thầu để chế tạo con tàu, được phép có sự thay đổi trong thiết kế con tàu trong vòng ba tháng sau khi đặt lườn.
Sơ đồ bảo vệ dưới nước mới bao gồm năm ngăn kín nước riêng biệt phân cách bởi những vách ngăn ở cả hai bên mạn tàu: lớp ngoài cùng để trống, ba ngăn được đổ đầy, và một ngăn trống trong cùng. Thêm vào đó, tám nồi hơi được dời chỗ từ vị trí nguyên thủy trên các lớp trước đó sang những chỗ riêng biệt bên mạn phải và mạn trái của động cơ turbo điện, tạo nên một lớp phòng thủ mới; con tàu vẫn có thể di chuyển khi một hay thậm chí cả một dãy bên nồi hơi không hoạt động nếu bị hư hại trong chiến đấu. Sự sắp xếp mới này buộc thay đổi vẽ thẩm mỹ bên ngoài so với hai lớp New Mexico và Tennessee: một ống khói lớn duy nhất trước đây được thay bằng hai ống khói nhỏ hơn.
Các cải tiến khác của lớp Tennessee bao gồm một nỗ lực chuyển chỗ phòng ngư lôi phía trước cách xa hầm đạn của dàn pháo chính 356 mm (14 inch), vì phòng này được xem là mong manh; cũng như thiết kế mới yêu cầu sử dụng đai giáp bên ngoài thay vì bên trong, để cho "một lỗ trống trong sự liên tục của cấu trúc hông" không tồn tại trên con tàu. Góc nâng của dàn pháo chính được tăng lên đến 30 độ một phần là do những lời đồn đại rằng các tàu chiến chủ lực của Đế quốc Đức có thể nâng đến 30 độ cũng như xuất hiện một bức ảnh chụp các khẩu pháo trên chiếc thiết giáp hạm dreadnought Anh Quốc Queen Elizabeth cho thấy các tính năng tương tự.

## Chế tạo và nâng cấp

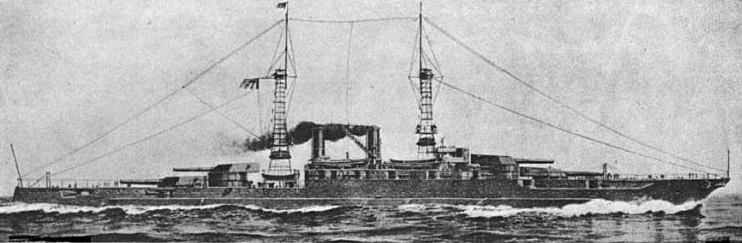
Minh họa thiết kế của lớp Colorado vào năm 1917.

Với kế hoạch tài khóa 1917 được chuẩn y, việc đấu thầu bốn chiếc thuộc lớp Colorado được mở vào ngày 18 tháng 10 năm 1916; và mặc dù Maryland đặt lườn sớm vào ngày 24 tháng 4 năm 1917, ba chiếc thiết giáp hạm còn lại chỉ được khởi công vào năm 1919-1920. Cùng với sự hủy bỏ lớp South Dakota thứ nhất, lớp Colorado là những thiết giáp hạm Mỹ cuối cùng được đưa vào phục vụ trong gần hai thập niên. Chúng cũng là những thiết giáp hạm Mỹ cuối cùng có tháp súng đôi; khi lớp North Carolina và lớp South Dakota thứ hai trang bị chín khẩu hải pháo 406 mm (16 inch)/45 caliber Mark 6 và lớp Iowa có chín khẩu hải pháo 406 mm (16 inch)/50 caliber Mark 7 bố trí trên ba tháp pháo ba nòng.
Kế hoạch hiện đại hóa các lớp Tennessee và Colorado được trù định vào tháng 10 năm 1931. Chúng bao gồm các biện pháp bảo vệ chống lại đạn pháo hóa học vốn có chứa khí độc, mặc dù Ủy ban Tướng lĩnh từng khẳng định vào cuối những năm 1920 là không thể khử độc một thiết giáp hạm trúng phải loại đạn pháo này, mà cần phải đánh chìm nó. Ngoài ra, đai giáp chính sẽ được ghép thêm thép tấm 36kg (80 lb) tôi đặc biệt (STS); vốn sẽ làm tăng thêm 1.319 tấn vào lượng rẽ nước của con tàu, cũng như lớp giáp trên nóc tháp pháo sẽ được làm dày hơn, hệ thống kiểm soát hỏa lực sẽ được cải tiến với những kỹ thuật mới nhất, và kiểu đạn pháo mới dành cho dàn pháo chính sẽ được thiết kế. Hai (sau này là bốn) pháo pháo tự động 28 mm (1,1 inch)/75 caliber sẽ được bổ sung, và hệ thống động lực đang có sẽ được thay thế bằng thiết bị mới hơn nhằm giúp cho con tàu không bị giảm tốc độ trong khi có lượng rẽ nước gia tăng đáng kể. Những cải tiến này sẽ tốn phí khoảng 1,5 triệu Đô la cho mỗi chiếc (tổng cộng 71.723.000 Đô la), nhưng khi đất nước đang phải chịu đựng đợt Đại suy thoái, không có sẵn nhiều tiền cho Hải quân. Một phương án có thể tiết kiệm đến 26.625.000 Đô la bằng các biện pháp chỉ đại tu các động cơ thay vì đổi mới toàn bộ (sẽ làm giảm tốc độ các con tàu), không bổ sung bảo vệ chống đạn pháo hóa học, và không thiết kế hay chế tạo đạn pháo mới; nhưng những đề xuất tiết kiệm này không được chấp nhận. Hải quân yêu cầu Quốc hội cấp ngân khoản trong năm tài chính 1933 để hiện đại hóa hai lớp tàu, nhưng cuộc suy thoái ngày càng tồi tệ và các kế hoạch này không bao giờ được thực hiện, cho dù vẫn còn các đề nghị cải tiến.

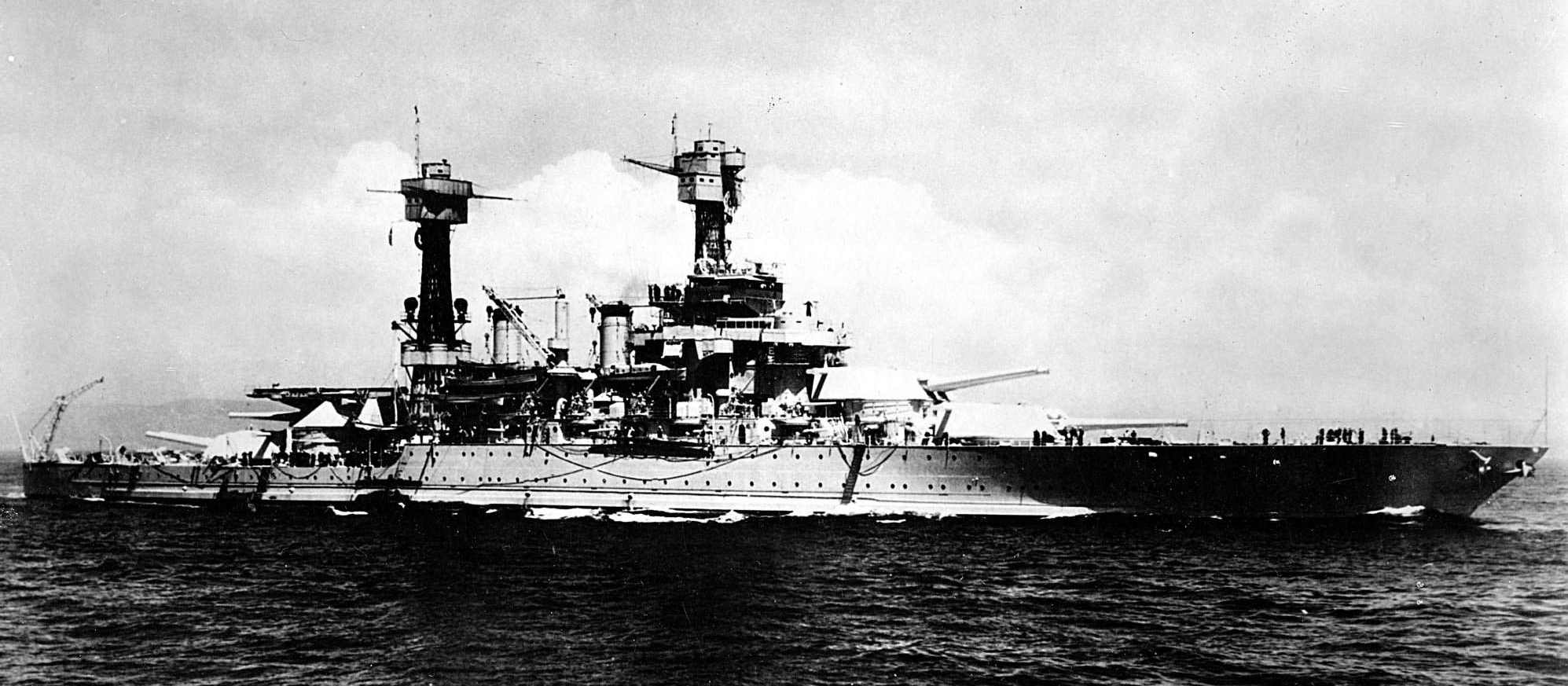
West Virginia vào tháng 10 năm 1935 ngoài khơi Hawaii

Đầu năm 1934, Văn phòng Chế tạo và Sửa chữa đề nghị rằng "Năm Ông Lớn" (hai chiếc lớp Tennessee và ba chiếc lớp Colorado) sẽ được trang bị đai giáp chống ngư lôi để được hưởng lợi từ sự gia tăng sức nổi; vì cùng với các yếu tố khác, hoạt động thường lệ khi rời cảng với lượng nhiên liệu tối đa cho phép sẽ làm các con tàu quá tải và đi khẳm trên mặt nước. Ví dụ như vào tháng 6 năm 1935, Tennessee có lượng rẽ nước hoạt động bình thường là 38.200 tấn, vượt quá 2.000 tấn so với tải trọng khẩn cấp tối đa mà thiết kế nguyên thủy cho phép; làm cho tầm nước của nó tăng thêm 1,6 m (5 ft 4 in). Đề nghị của Văn phòng chế tạo và Sửa chữa về đai giáp trên chiếc Colorado sẽ có lượng rẽ nước khoảng 2.000 tấn và nâng cao tàu lên 0,5 m (20 inch). Việc trang bị đai giáp sẽ kéo dài một năm làm việc, trong đó mỗi con tàu sẽ trải qua sáu tháng trong ụ theo thời biểu như sau: tháng đầu tiên trong ụ tàu để xác định hình dáng lườn tàu, sáu tháng tiếp theo con tàu vẫn đi biển trong khi đai giáp được chế tạo, và năm tháng cuối cùng trải qua trong ụ tàu để trang bị nó.
Ba năm sau 1937, các văn phòng của Hải quân Mỹ mở cuộc họp chung để thảo luận phương án khả thi hiện đại hóa một phần các tàu chiến trong lớp Tennessee và Colorado. Chúng khác biệt nhiều so với những thay đổi được đề nghị vào năm 1933, không tăng cường lớp vỏ giáp sàn tàu, nhưng có nhiều bổ sung và thay thế. Để có chỗ cho hệ thống kiểm soát hỏa lực mới, các nồi hơi được thay thế. Hệ thống điều khiển dàn pháo chính và pháo hạng hai được thay thế, bao gồm các bộ đo tầm xa mới và các thiết bị cho phòng định vị dàn pháo chính, cùng bộ điều khiển hỏa lực phòng không Mark 33. Cột buồm chính và súng máy M2 Browning được tháo dỡ, và tiến hành nghiên cứu về việc bổ sung một đai giáp chống ngư lôi, điều mà Văn phòng Chế tạo và Sửa chữa tin là hết sức quan trọng, sẽ làm tăng mạn thuyền lên 32,9 m (108 ft) và lượng rẽ nước của con tàu sẽ là 39.600 tấn. Nhiều kế hoạch khác nhau cho công việc này được hoàn tất vào tháng 10 năm 1938; không có phương án nào là tái cấu trúc toàn bộ, và chi phí thay đổi từ 8.094.000 đến 38.369.000 Đô la cho mỗi con tàu. Tuy nhiên, do ngân quỹ dành cho việc cải tiến sẽ làm giảm đi số tiền dành cho việc đóng thiết giáp hạm mới, và việc này sẽ tốt hơn là tái cấu trúc thiết giáp hạm cũ, Bộ trưởng Hải quân bác bỏ các dự án này vào tháng 11. Dù sao Quốc hội cũng chấp thuận chi 6.600.000 Đô la vào năm 1939 cho một số cải tiến, bao gồm đai giáp chống ngư lôi.
Cùng với việc Chiến tranh Thế giới thứ hai bùng nổ tại châu Âu, Hải quân bắt đầu áp dụng các bài học mà Anh Quốc có được cho các tàu chiến Mỹ. Ủy ban King vào những năm 1940 - 1941 đề nghị tráo đổi dàn pháo hạng hai trên các thiết giáp hạm cũ với sự gia tăng phòng thủ chống lại sự tấn công từ trên không. Chúng bao gồm việc tháo dỡ toàn bộ pháo chống hạm 127 mm (5 inch)/25 caliber và pháo phòng không 127 mm (5 inch)/51 caliber, thay thế bằng kiểu pháo 127 mm (5 inch)/38 caliber đa dụng, bổ sung sáu pháo tự động 28 mm (1,1 inch) bốn nòng, cắt bỏ một số phần của cấu trúc thượng tầng để tạo góc bắn cho các vũ khí phòng không mới. Một cấu hình sau cùng được ủy ban đề nghị vào năm 1941 bao gồm mười sáu nòng 127 mm (5 inch)/38 caliber đa dụng trên các tháp pháo đôi, mười sáu pháo Bofors 40 mm trên các tháp bốn nòng và tám khẩu Oerlikon 20 mm nòng đơn; cho dù vẫn không chắc chắn là con tàu có thể chịu đựng tải trọng bổ sung, cũng như thời gian cần thiết trong ụ tàu để thực hiện các cải tiến. Với những mối lo ngại đó, một biện pháp trung gian bổ sung bốn khẩu đội 28 mm (1,1 inch) được ủy ban đề nghị. Tuy nhiên, các khẩu pháo 28 mm (1,1 inch) không thể sản xuất số lượng lớn trong thời gian nhanh chóng, nên một biện pháp trung gian thứ hai được thực hiện, với kiểu pháo 76 mm (3 inch)/50 caliber được tăng cường cho mọi chiếc thiết giáp hạm Mỹ ngoại trừ Arizona và Nevada vào tháng 6 năm 1941; chúng được thay thế bởi kiểu pháo 28 mm (1,1 inch) vào tháng 11 năm đó trên ba chiếc thiết giáp hạm bố trí tại Đại Tây Dương, sở dĩ được chọn vì chúng đang ở gần vùng chiến sự hơn.
Vì những cải tiến này được tiến hành trên nhiều thiết giáp hạm khác nhau, trọng lượng nặng thêm lại chất lên những con tàu vốn đã quá tải, buộc phải bổ sung đại giáp chống ngư lôi để duy trì độ nổi phù hợp. Công việc này tốn kém 750.000 Đô la và khoảng ba đến bốn tháng trong ụ tàu. Ủy ban King đề nghị rằng vỏ giáp sàn tàu nên được lót thêm cũng như bổ sung pháo đa dụng 127 mm (5 inch)/38 caliber, nhưng Trưởng phòng tác chiến Hải quân phản đối vì bất kỳ sự thay đổi lớn như vậy cần phải chờ đợi bởi chiến tranh đã ầm ỉ quanh thế giới. Tuy nhiên, việc bổ sung đai giáp chống ngư lôi được chấp thuận cho "Năm Ông Lớn", mỗi chiếc sẽ trải qua ba tháng trong ụ tàu tại Xưởng hải quân Puget Sound, bang Washington. Maryland sẽ bắt đầu trước tiên (từ ngày 17 tháng 2 đến ngày 20 tháng 5 năm 1941), tiếp nối bởi West Virginia (10 tháng 5 đến 8 tháng 8), Colorado (28 tháng 7 đến 28 tháng 10), Tennessee (19 tháng 1 đến 21 tháng 4 năm 1942) và California (16 tháng 3 đến 16 tháng 6). Tuy nhiên, việc ước lượng trong bao lâu sẽ trang bị xong đai giáp chống ngư lôi được thực hiện quá chậm; Xưởng hải quân Puget Sound tin rằng họ có thể hoàn tất công việc trên chiếc Maryland trong 123 ngày (khoảng ba tháng) nếu như công việc được dành sự ưu tiên ngang với việc tái trang bị tàu sân bay Saratoga|(CV-3)|Saratoga và cao hơn so với việc đóng mới.
Chỉ có hai chiếc được bổ sung đai giáp theo chương trình này, Maryland (hoàn tất vào ngày 1 tháng 8 năm 1941) và Colorado (26 tháng 2 năm 1942); cuộc tấn công Trân Châu Cảng đã ngăn trở việc tái trang bị dự định dành cho West Virginia và hai chiếc lớp Tennessee. Cuộc tấn công bất ngờ đã không đụng chạm gì đến Colorado vốn đang ở xưởng hải quân Puget Sound, và không gây hư hại lớn cho Maryland; tuy nhiên West Virginia bị hỏng nặng và cần có một đợt sửa chữa tái trang bị tối thiểu.

## Chiến tranh Thế giới thứ hai

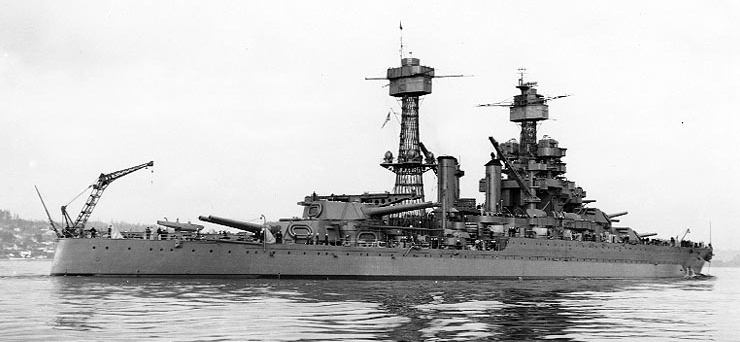
Maryland vào ngày 9 tháng 2 năm 1942, ít thay đổi so với cấu hình trước chiến tranh

Hầu như không có thay đổi lớn nào cho hai chiếc thuộc lớp Colorado đang hoạt động vào những tháng đầu tiên sau khi Mỹ tham gia chiến tranh; tất cả các thiết giáp hạm Mỹ thuộc hạm đội Thái Bình Dương phải liên tục thường trực chiến đấu hoặc sẵn sàng lên đường trong vòng 48 giờ trong trường hợp Nhật Bản dự định tấn công Hawaii hay bờ Tây Hoa Kỳ, nên không thể dành thời gian lâu trong ụ tàu. Colorado hối hả tận dụng thời gian còn lại trong ụ tàu trang bị những thiết bị rất cần thiết như radar, bảo vệ chống mảnh pháo, 14 pháo phòng không Oerlikon 20 mm và bốn súng phòng không hạng nhẹ 28 mm (1,1 inch); Maryland được nâng cấp tương tự sau đó, chỉ khác biệt với 16 khẩu 20 mm và không có khẩu 28 mm (1,1 inch) nào. Cho dù các cột ăn-ten dạng trụ được đặt chế tạo cho Colorado và Maryland, và phần lớn cột buồm dạng lồng đã được thủy thủ đoàn tháo dỡ vào đầu năm 1942, các con tàu đã không thể dành thời gian cần thiết để trang bị chúng; cột ăn-ten dạng cột mới được chứa trong kho và chỉ được sử dụng vào đầu năm 1944.
Colorado và Maryland được cần đến trong vùng chiến sự, nên không thể được hiện đại hóa đáng kể cho đến năm 1944; cho dù có những bổ sung và thay thế nhỏ, chủ yếu là vũ khí phòng không, được thực hiện trong giai đoạn đó. Trong suốt cuộc chiến, cả hai con tàu có cấu hình hỏa lực phòng không thay đổi liên tục. Bắt đầu từ năm 1942, chúng mang tám khẩu 127 mm (5 inch)/25 caliber, bốn khẩu đội 28 mm (1,1 inch) bốn nòng, một số lượng lớn nhưng khác biệt pháo Oerlikon 20 mm và tám súng máy 0,50 caliber. Vào tháng 6 năm 1942, Colorado có 14 khẩu 20 mm; chỉ năm tháng sau, chúng được nâng lên 32, rồi sau đó là 36 khẩu. Đến tháng 2 năm 1943, cả Colorado và Maryland đều có thêm hai khẩu đội 28 mm (1,1 inch) bốn nòng (tổng cộng là 6) và 48 khẩu 20 mm; một tháng sau chúng được tăng cường thêm mười súng máy 0,50 caliber. Sang tháng 11 năm 1943, chúng được tháo dỡ hai trong số pháo 127 mm (5 inch)/51 caliber chống tàu, sáu khẩu 28 mm (1,1 inch) bốn nòng, một số nhỏ pháo 20 mm (sáu trên Colorado và tám trên Maryland; để thay bằng 32 khẩu Bofors 40 mm (sáu khẩu bốn nòng và hai khẩu hai nòng).
Cuối cùng cả hai chiếc được tái trang bị đáng kể vào năm 1944. Lần này phần cột buồm dạng lồng còn lại được tháo dỡ toàn bộ thay thế bằng cột ăn-ten dạng cột; hai khẩu đội 40 mm nòng đôi được thay thế bởi bốn nòng, và một bộ radar mới. Cho dù được Đô đốc Ernest J. King đề nghị cải tạo rộng rãi hơn với tám khẩu 127 mm (5 inch)/ 38 caliber nòng đôi, thiết bị điều khiển hỏa lực tiên tiến hơn và một lớp giáp bảo vệ sàn tàu thứ hai; Văn phòng Tàu chiến, sau khi lập kiểu mẫu những gì cần tháo dỡ để bù trừ cho tải trọng bổ sung theo ý tưởng của King, đã phản biện rằng một sự cải tạo nhỏ hơn, giống như từng làm cho lớp New Mexico, sẽ phù hợp hơn. Tuy nhiên, không có động tác nào được thực hiện cho đến khi Maryland bị một máy bay kamikaze đánh trúng. Trong khi được sửa chữa, tám khẩu 127 mm (5 inch)/ 38 caliber nòng đôi được bổ sung, nhưng không có gì khác nữa; cầu tàu chỉ huy được tháo dỡ thay thế bằng một cấu trúc mới làm từ thép tấm 22,7 kg (50 lb) tôi đặc biệt (STS) để cân bằng lại trọng lượng tăng thêm của các khẩu pháo 127 mm (5 inch) mới bổ sung.

## Những chiếc trong lớp

### USSColorado

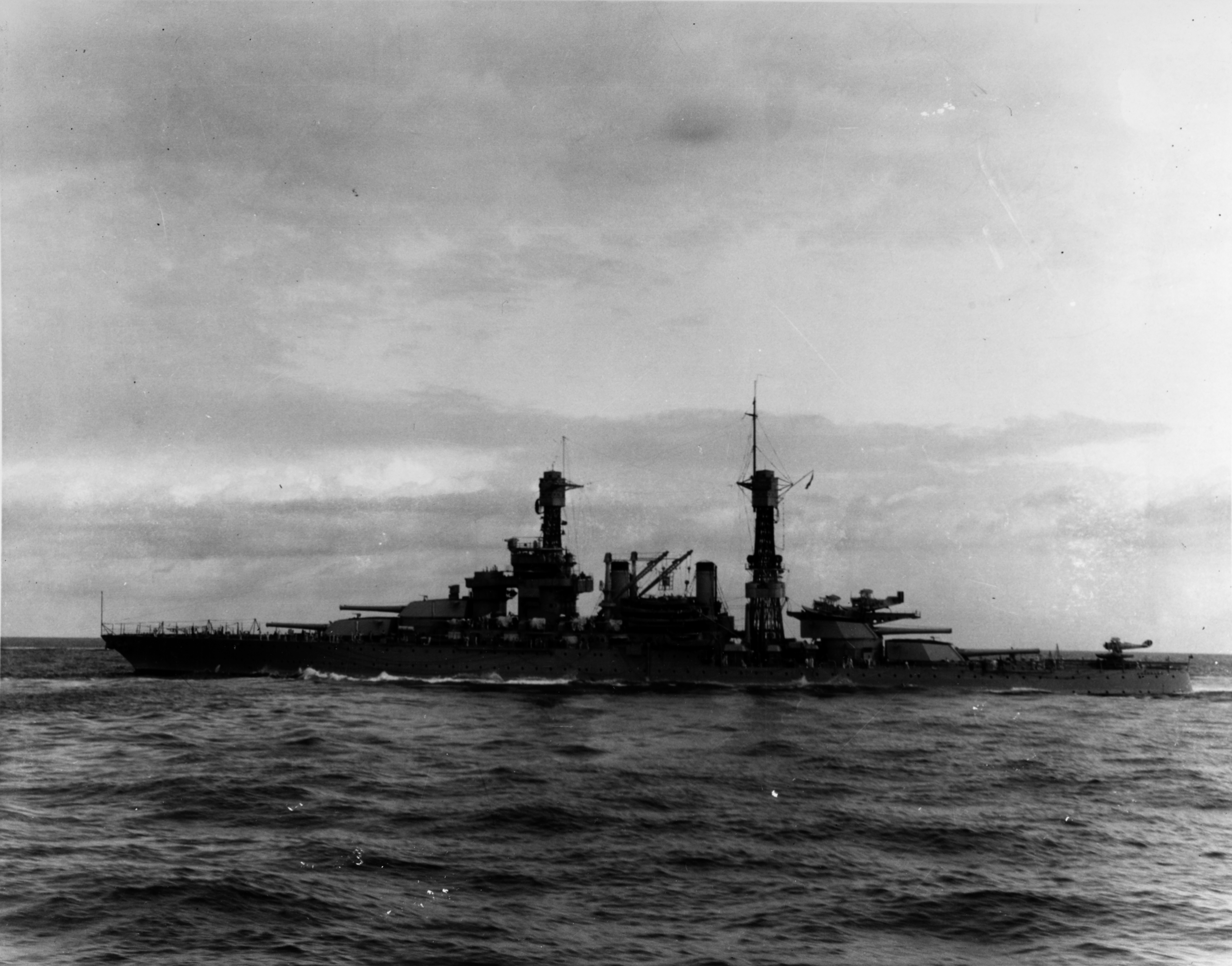
USS Colorado

Colorado (BB-45) là tàu chiến thứ ba của Hải quân Hoa Kỳ được đặt cái tên này nhằm tôn vinh tiểu bang thứ 38. Nó được đặt lườn tại Camden, New Jersey bởi hãng New York Shipbuilding Corporation vào ngày 29 tháng 5 năm 1919, được hạ thủy vào ngày 22 tháng 3 năm 1921, và được đưa ra hoạt động động vào ngày 30 tháng 8 năm 1923 dưới sự chỉ huy của Thuyền trưởng, Đại tá Hải quân R. R. Belknap. Trong suốt cuộc đời hoạt động Colorado tham gia nhiều lễ hội và các đợt thao diễn hạm đội cũng như cứu hộ trận động đất tại Long Beach, California vào năm 1933. Năm 1937, nó là một trong số nhiều tàu tham gia tìm kiếm Amelia Earhart khi máy bay của bà mất tích. Colorado đang ở tại xưởng hải quân Puget Sound vào lúc diễn ra Trận Trân Châu Cảng, nơi nó quay lại vào tháng 4 năm 1942. Từ tháng 11 năm 1942 đến tháng 9 năm 1943, nó đặt căn cứ tại khu vực Tây Nam Thái Bình Dương. Vào tháng 11 năm 1943, Colorado tham gia các hoạt động chống quân Nhật trong các chiến dịch Gilbert và Marshall cùng Mariana và Palau; cũng như nả pháo xuống Luzon và Okinawa chuẩn bị cho các cuộc đổ bộ tại đây. Sau khi chiến tranh kết thúc Colorado tham gia Chiến dịch Magic Carpet trước khi ngừng hoạt động vào năm 1947. Nó bị bán để tháo dỡ vào năm 1957.

### USSMaryland

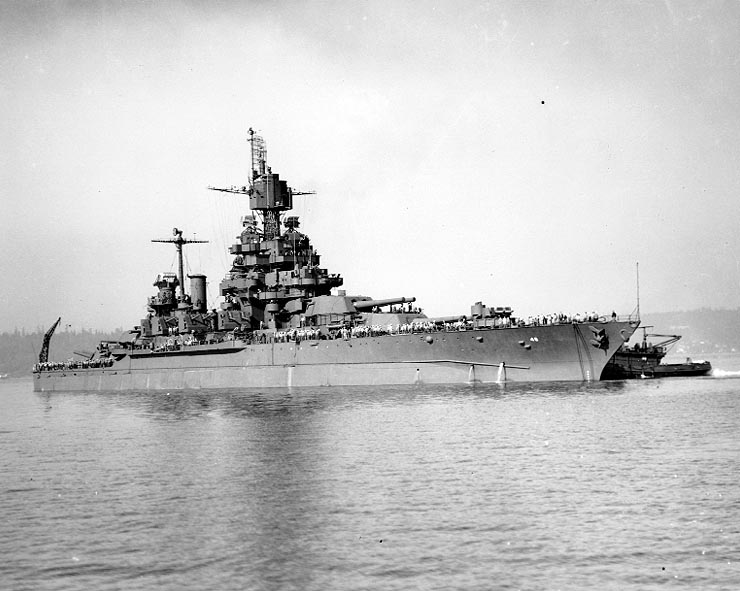
USS Maryland

Maryland (BB-46) là tàu chiến thứ ba của Hải quân Hoa Kỳ được đặt cái tên này nhằm tôn vinh tiểu bang thứ 7. Nó được đặt lườn tại Newport News, Virginia bởi hãng Newport News Shipbuilding vào ngày 24 tháng 4 năm 1917, được hạ thủy vào ngày 20 tháng 3 năm 1920, và được đưa ra hoạt động động vào ngày 21 tháng 7 năm 1921 dưới sự chỉ huy của Thuyền trưởng, Đại tá Hải quân C.F. Preston. Trong cuộc đời hoạt động Maryland từng thực hiện chuyến đi hữu nghị đến Australia và New Zealand vào năm 1925, và chuyên chở Tổng thống Herbert Hoover trong chuyến đi đến Mỹ La Tinh vào năm 1928. Vào năm 1940, Maryland chuyển căn cứ đến Trân Châu Cảng, và nó đã có mặt trong hàng thiết giáp hạm dọc theo đảo Ford khi xảy ra cuộc tấn công Trân Châu Cảng vào ngày 7 tháng 12 năm 1941. Bị hư hại trong trận đánh, nó buộc phải quay về xưởng hải quân Puget Sound để sửa chữa và hiện đại hóa. Maryland đã hỗ trợ cho cuộc đổ bộ trong trận Tarawa, rồi sau đó tham gia chiến dịch Gilbert và Marshall, chiến dịch Mariana và Palau, trận Peleliu, chiến dịch Philippines và trận Okinawa. Sau khi chiến tranh kết thúc Maryland tham gia Chiến dịch Magic Carpet trước khi ngừng hoạt động vào năm 1947. Nó bị bán để tháo dỡ vào năm 1959.

### USSWashington

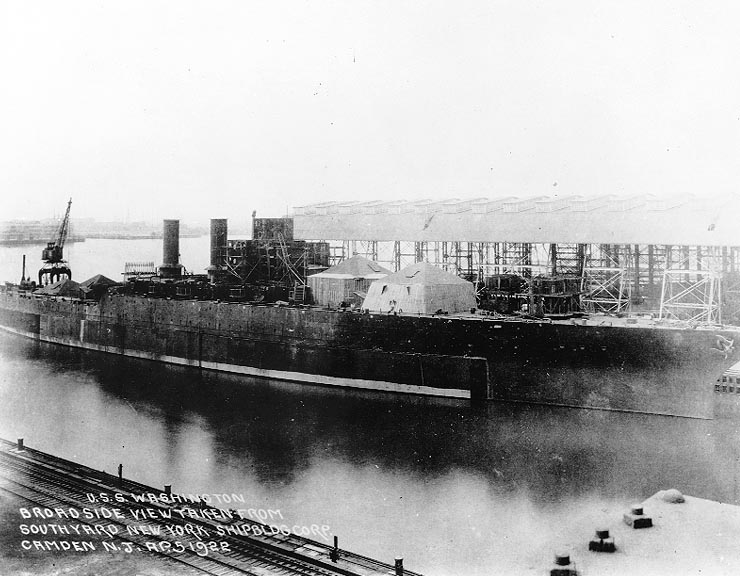
USS Washington

Washington (BB-47) là tàu chiến thứ hai của Hải quân Hoa Kỳ được đặt cái tên này nhằm tôn vinh tiểu bang thứ 42. Nó được đặt lườn tại Camden, New Jersey bởi hãng New York Shipbuilding Corporation vào ngày 30 tháng 6 năm 1919, và được hạ thủy vào ngày 1 tháng 9 năm 1921. Nhưng vào ngày 8 tháng 2 năm 1922, hai ngày sau khi ký kết Hiệp ước Hải quân Washington để giới hạn việc chạy đua vũ trang trong hải quân, mọi công việc chế tạo bị ngừng khi nó đã hoàn tất được 75,9%. Cuối cùng, lườn tàu chưa hoàn tất của nó được kéo ra biển nơi nó bị đánh chìm như một mục tiêu tác xạ vào ngày 25 tháng 11 năm 1924 bởi các thiết giáp hạm New York và Texas.

### USS West Virginia

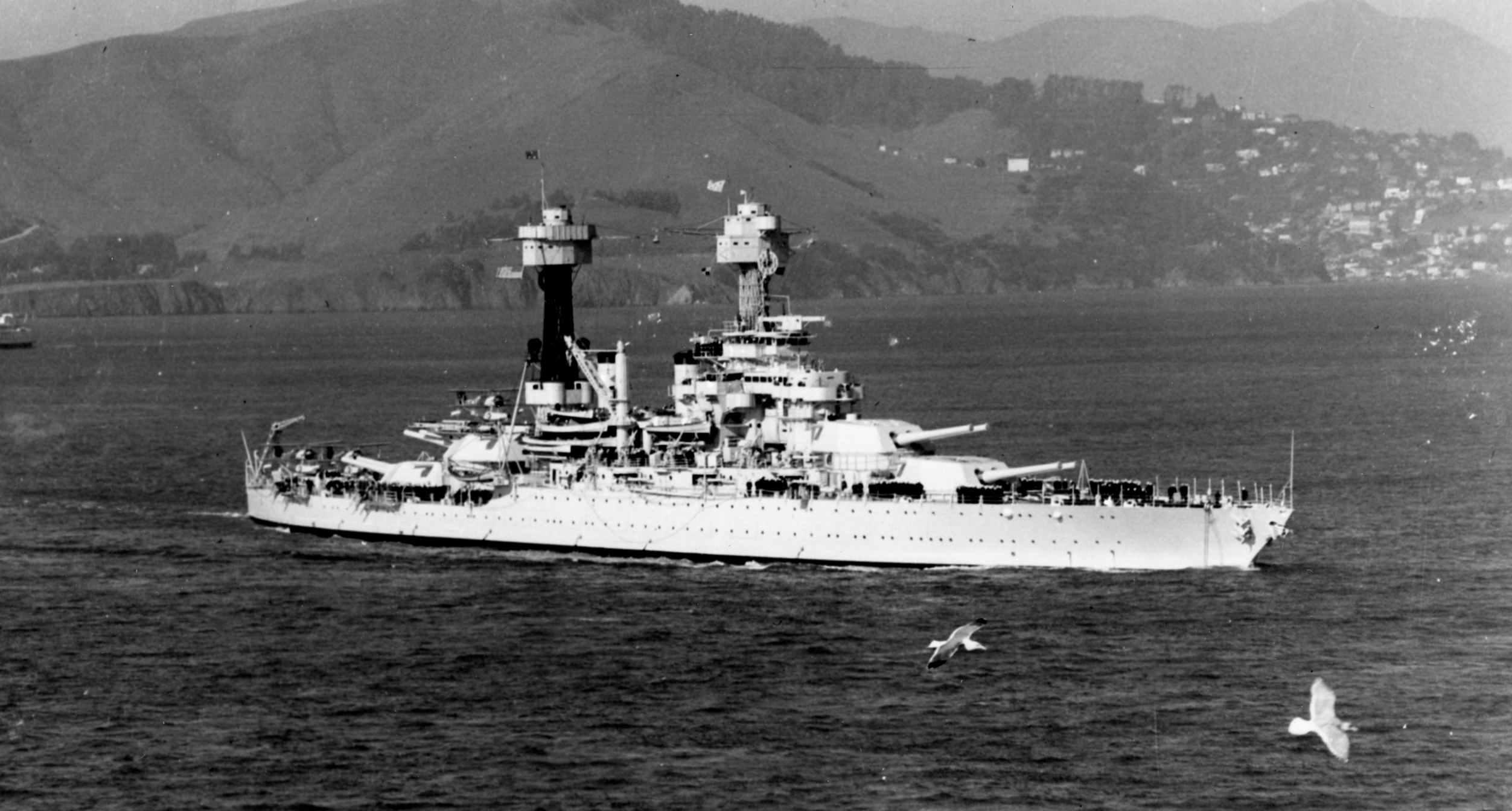
USS West Virginia

West Virginia (BB-48) là tàu chiến thứ hai của Hải quân Hoa Kỳ được đặt cái tên này nhằm tôn vinh tiểu bang thứ 35. Nó được đặt lườn tại Newport News, Virginia bởi hãng Newport News Shipbuilding vào ngày 12 tháng 4 năm 1920, được hạ thủy vào ngày 17 tháng 11 năm 1921, và được đưa ra hoạt động động vào ngày 1 tháng 12 năm 1923 dưới sự chỉ huy của Thuyền trưởng, Đại tá Hải quân Thomas J. Senn. Cho dù chịu đựng một tai nạn mắc cạn vào đầu cuộc đời phục vụ, West Virginia được ngưỡng mộ do hỏa lực và giáp bảo vệ, và đã tham gia nhiều cuộc tập trận phòng thủ quần đảo Hawaii trong những năm 1930. Sáng ngày 7 tháng 12 năm 1941, West Virginia có mặt trong hàng thiết giáp hạm dọc theo đảo Ford khi xảy ra cuộc tấn công Trân Châu Cảng và bị hư hại nặng, nhưng nhờ biện pháp cho ngập nước đối xứng, nó chỉ chìm xuống vùng nước nông ở tư thế cân bằng. Được cho nổi lên ngày 17 tháng 5 năm 1942, West Virginia quay về xưởng hải quân Puget Sound để sửa chữa và hiện đại hóa. Vào tháng 7 năm 1944 nó tái gia nhập Hạm đội Thái Bình Dương vào lúc chuẩn bị chiến dịch Philippines, và nó đã tham gia trận chiến eo biển Surigao, cuộc đối đầu cuối cùng trên thế giới giữa những thiết giáp hạm. Đến tháng 2 năm 1945, West Virginia tham gia trận Iwo Jima, trước tiên là bắn pháo chuẩn bị, và sau đó là bắn pháo hỗ trợ theo yêu cầu của lực lượng trên bờ. Hoạt động tác chiến cuối cùng của nó là trong trận Okinawa; và sau chiến tranh nó tham gia Chiến dịch Magic Carpet trước khi ngừng hoạt động vào năm 1947. Nó bị bán để tháo dỡ vào năm 1959.
| Tàu           | Đặt lườn            | Hạ thủy              | Hoạt động           | Số phận                                                                                           |
| Colorado      | 29 tháng 5 năm 1919 | 22 tháng 3 năm 1921  | 30 tháng 8 năm 1923 | Ngừng hoạt động năm 1947; bị bán để tháo dỡ năm 1957                                              |
| Maryland      | 24 tháng 4 năm 1917 | 20 tháng 3 năm 1920  | 21 tháng 7 năm 1921 | Ngừng hoạt động năm 1947; bị bán để tháo dỡ năm 1959                                              |
| Washington    | 30 tháng 6 năm 1919 | 1 tháng 9 năm 1921   |                     | Kế hoạch chế tạo bị hủy bỏ 8 tháng 2 năm 1922; đánh chìm như mục tiêu tác xạ 25 tháng 11 năm 1924 |
| West Virginia | 12 tháng 4 năm 1920 | 17 tháng 11 năm 1921 | 1 tháng 12 năm 1923 | Ngừng hoạt động năm 1947; bị bán để tháo dỡ năm 1959                                              |